# Canton de Raon-l'Étape
Le canton de Raon-l'Étape est une circonscription électorale française située dans le département des Vosges et la région Grand Est.

## Histoire
Le canton de Raon-l'Étape a été créé en 1801.
Le 12 octobre 1871, l'Allemagne rétrocède à la France la commune de Raon-sur-Plaine, précédemment incluse dans le canton de Schirmeck. Le canton de Raon-l'Étape intègre alors celle-ci.
Un nouveau découpage territorial des Vosges (département) entre en vigueur à l'occasion des premières élections départementales suivant le décret du 27 février 2014. Les conseillers départementaux sont, à compter de ces élections, élus au scrutin majoritaire binominal mixte. Les électeurs de chaque canton élisent au Conseil départemental, nouvelle appellation du Conseil général, deux membres de sexe différent, qui se présentent en binôme de candidats. Les conseillers départementaux sont élus pour 6 ans au scrutin binominal majoritaire à deux tours, l'accès au second tour nécessitant 12,5 % des inscrits au 1er tour. En outre la totalité des conseillers départementaux est renouvelée. Ce nouveau mode de scrutin nécessite un redécoupage des cantons dont le nombre est divisé par deux avec arrondi à l'unité impaire supérieure si ce nombre n'est pas entier impair, assorti de conditions de seuils minimaux. Dans les Vosges, le nombre de cantons passe ainsi de 31 à 17. Le nombre de communes du canton de Raon-l'Étape passe de 9 à 40.
Le nouveau canton de Raon-l'Étape est formé de communes des anciens cantons de Raon-l'Étape (9 communes), de Rambervillers (13 communes) et de Senones (18 communes). Avec ce redécoupage administratif, le territoire du canton s'affranchit des limites d'arrondissements, avec 27 communes incluses dans l'arrondissement de Saint-Dié-des-Vosges et 13 dans l'arrondissement d'Épinal. Le bureau centralisateur est situé à Raon-l'Étape.

## Représentation

### Conseillers d'arrondissement (de 1833 à 1940)
| Période                                  | Période      | Identité               | Étiquette   | Qualité |
| ---------------------------------------- | ------------ | ---------------------- | ----------- | --- |
| 1833                                     | 1841         | Jean Jacquot           |             | Négociant à Raon-l'Étape                                                                                    |
| 1842                                     | 1848         | Augustin Fortier       |             | Négociant, maire de Celles                                                                                  |
|                                          |              |                        |             | |
|                                          | 1895         | Émile Marande          | Républicain | Marchand de bois à Raon-l'Étape                                                                             |
| 1895                                     | 1898         | Adelphe Muller         | Républicain | Manufacturier faïencier à Raon-l'Étape                                                                      |
| 1898                                     |              | Adolphe Toussaint      |             | Marchand de bois à La Neuveville-lès-Raon                                                                   |
|                                          |              |                        |             | |
| 1919                                     | 1928 (décès) | Paul Ferry (1870-1928) |             | Peintre en bâtiment, maire de La Neuveville-lès-Raon                                                        |
| 1928                                     | 1931         | Charles Weill          | Rad.        | Négociant, maire de Raon-l'Étape                                                                            |
| 1931                                     | 1940         | Émile Pozzi            | Rad.        | Maire de La Neuveville-lès-Raon                                                                             |
| 1940                                     |              |                        |             | Les conseils d'arrondissement ont été suspendus par la loi du 12 octobre 1940 et n'ont jamais été réactivés |
| Les données manquantes sont à compléter. |              |                        |             | |

### Conseillers généraux de 1833 à 2015
| Période                                  | Période          | Identité                                          | Étiquette             | Qualité |
| ---------------------------------------- | ---------------- | ------------------------------------------------- | --------------------- | --- |
| 1833                                     | 1840             | Jean Marlier (1788-1865)                          |                       | Marchand de bois Maire de Raon-l'Étape (1830-1845) |
| 1841                                     | 1848             | Jean Jacquot (1786-1850)                          |                       | Marchand de bois à Raon-l'Étape, conseiller d'arrondissement |
| 1848                                     | 1852             | Alexandre Marchal                                 |                       | Rentier Maire de Raon-l'Étape (1848-1852) |
| 1852                                     | 1853 (décès)     | Charles Jacquot (1823-1853, fils de Jean Jacquot) |                       | Propriétaire à Raon-l'Étape |
| 1853                                     | 1868 (décès)     | Auguste Jacquot (1818-1868, frère du précédent)   |                       | Propriétaire à Raon-l'Étape |
| 1868                                     | 1871             | François-Camille Jeanpierre (1839-1892)           |                       | Avocat, docteur en droit, magistrat, propriétaire à Raon-l'Étape |
| 1871                                     | 1879 (décès)     | Adrien Sadoul (1841-1879)                         | Républicain           | Brasseur à Raon-l'Étape |
| 1879                                     | 1895             | Lucien Cosson (1838-1920)                         | Républicain           | Notaire Maire de Raon-l'Étape (1872-1883) |
| 1895                                     | 1898 (démission) | Emile Marande                                     | Républicain           | Marchand de bois Maire de Raon-l'Étape (1895-1896), conseiller d'arrondissement |
| 1898                                     | 1900 (décès)     | Adelphe Müller                                    | Républicain           | Manufacturier-faïencier Maire de Raon-l'Étape (1896-1900), conseiller d'arrondissement |
| 1900                                     | 1907             | Alphonse Adam                                     | Républicain           | Entrepreneur de travaux publics Maire de Raon-l'Étape (1891-1895 et 1900-1908) |
| 1907                                     | 1919             | Émile Fleurent                                    | Rad.                  | Scientifique Député (1906-1910) |
| 1919                                     | 1930 (décès)     | Charles Sadoul (1872-1930)-(fils d'A.Sadoul)      | RG                    | Docteur en droit, conservateur au Musée lorrain de Raon-l'Étape |
| 1931                                     | 1940             | Charles Weill (1874-1943)                         | Rad.                  | Commerçant Maire de Raon-l'Étape (1929-1935 et 1937-1940), conseiller d'arrondissement Interné à Drancy, décédé à Birkenau                                                                        |
|                                          |                  |                                                   |                       | |
| 1943                                     | 1944 (décès)     | Robert Tisserand (1899-1944)                      |                       | Voyageur de commerce Maire de Raon-l'Étape (1942-1944) Nommé conseiller départemental en 1943 Mort pour la France                                                                                 |
|                                          |                  |                                                   |                       | |
| 1945                                     | 1951             | Charles Kaercher (1903-1981)                      | DVG                   | Ebéniste Maire de Raon-l'Étape (1944-1946) |
| 1951                                     | 1969 (démission) | Maurice Lemaire                                   | RPF puis UNR puis UDR | Ancien chef de district aux chemins de fer du Nord Maire de Colroy-la-Grande (1947-1977) Député (1951-1978) Ministre (1953-1955 et 1956-1957) Elu dans le Canton de Provenchères-sur-Fave en 1969 |
| 1969                                     | 1982             | Roger Chambet (1925-2021)                         | UDR puis RPR          | Pharmacien Maire de Raon-l'Étape (1970-1983) |
| 1982                                     | 2015             | Michel Humbert                                    | PS                    | Principal de collège Maire de Raon-l'Étape (1983-2014) conseiller régional (1989-1992 et 1998-2001)                                                                                               |
| Les données manquantes sont à compléter. |                  |                                                   |                       | |

### Conseillers départementaux depuis 2015
| Période élective | Période élective | Mandat | Mandat   | Identité         | Nuance | Nuance | Qualité                               |
| ---------------- | ---------------- | ------ | -------- | ---------------- | ------ | ------ | ------------------------------------- |
| 2015             | 2021             | 2015   | 2021     | Benoît Pierrat   |        | MR     | Contremaître Maire de Raon-l'Étape    |
| 2015             | 2021             | 2015   | 2021     | Roseline Pierrel |        | DVC    | Directrice d'école Maire de Denipaire |
| 2021             | 2028             | 2021   | en cours | Benoît Pierrat   |        | MR     | Conseiller sortant                    |
| 2021             | 2028             | 2021   | en cours | Roseline Pierrel |        | DVC    | Conseillère sortante                  |

### Résultats détaillés

#### Élections de mars 2015
À l'issue du 1er tour des élections départementales de 2015, deux binômes sont en ballottage : Sabrina Romary et Dominique Thomas (FN, 38,52 %) et Benoît Pierrat et Roseline Pierrel (DVG, 29,42 %). Le taux de participation est de 49,3 % (9 228 votants sur 18 718 inscrits) contre 52,67 % au niveau départemental et 50,17 % au niveau national.
Au second tour, Benoît Pierrat et Roseline Pierrel (DVG) sont élus avec 52,26 % des suffrages exprimés et un taux de participation de 51,03 % (4 467 voix pour 9 551 votants et 18 717 inscrits).
Etiquetés DVG en 2015, les deux élus font partie de la majorité départementale.

#### Élections de juin 2021
Le premier tour des élections départementales de 2021 est marqué par un très faible taux de participation (33,26 % au niveau national). Dans le canton de Raon-l'Étape, ce taux de participation est de 30,2 % (5 526 votants sur 18 299 inscrits) contre 33,12 % au niveau départemental. À l'issue de ce premier tour, deux binômes sont en ballottage : Benoît Pierrat et Roseline Pierrel (DVC, 50,6 %) et Cindy Antoine et Geoffrey Mourey (RN, 30,7 %).
Le second tour des élections est marqué une nouvelle fois par une abstention massive équivalente au premier tour. Les taux de participation sont de 34,36 % au niveau national, 33,77 % dans le département et 31,37 % dans le canton de Raon-l'Étape. Benoît Pierrat et Roseline Pierrel (DVC) sont élus avec 67,07 % des suffrages exprimés (3 524 voix pour 5 741 votants et 18 302 inscrits),,.

## Composition

### Composition avant 2015

Situation du canton de Raon-l'Étape dans l'arrondissement de Saint-Dié-des-Vosges avant 2015.

Le canton regroupait neuf communes.
| Nom                      | Code Insee | Intercommunalité           | Superficie (km2) | Population (dernière pop. légale) | Densité (hab./km2) |
| ------------------------ | ---------- | -------------------------- | ---------------- | --------------------------------- | ------------------ |
| Raon-l'Étape (chef-lieu) | 88372      | CA de Saint-Dié-des-Vosges | 23,71            | 6 421 (2014)                      | 271                |
| Allarmont                | 88005      | CA de Saint-Dié-des-Vosges | 13,21            | 223 (2014)                        | 17                 |
| Celles-sur-Plaine        | 88082      | CA de Saint-Dié-des-Vosges | 20,09            | 866 (2014)                        | 43                 |
| Étival-Clairefontaine    | 88165      | CA de Saint-Dié-des-Vosges | 27,12            | 2 605 (2014)                      | 96                 |
| Luvigny                  | 88277      | CA de Saint-Dié-des-Vosges | 3,94             | 105 (2014)                        | 27                 |
| Nompatelize              | 88328      | CA de Saint-Dié-des-Vosges | 6,91             | 551 (2014)                        | 80                 |
| Raon-sur-Plaine          | 88373      | CA de Saint-Dié-des-Vosges | 3,54             | 156 (2014)                        | 44                 |
| Saint-Remy               | 88435      | CA de Saint-Dié-des-Vosges | 12,25            | 518 (2014)                        | 42                 |
| Vexaincourt              | 88503      | CA de Saint-Dié-des-Vosges | 11,38            | 170 (2014)                        | 15                 |

### Composition depuis 2015
Le canton de Raon-l'Étape comprend désormais quarante communes entières.
| Nom                                  | Code Insee | Intercommunalité                 | Superficie (km2) | Population (dernière pop. légale) | Densité (hab./km2) | Modifier                                    |
| ------------------------------------ | ---------- | -------------------------------- | ---------------- | --------------------------------- | ------------------ | ------------------------------------------- |
| Raon-l'Étape (bureau centralisateur) | 88372      | CA de Saint-Dié-des-Vosges       | 23,71            | 6 011 (2022)                      | 254                | modifier les données · modifier les données |
| Allarmont                            | 88005      | CA de Saint-Dié-des-Vosges       | 13,21            | 209 (2022)                        | 16                 | modifier les données · modifier les données |
| Anglemont                            | 88008      | CC de la Région de Rambervillers | 5,93             | 152 (2022)                        | 26                 | modifier les données · modifier les données |
| Ban-de-Sapt                          | 88033      | CA de Saint-Dié-des-Vosges       | 22,66            | 358 (2022)                        | 16                 | modifier les données · modifier les données |
| Bazien                               | 88042      | CC de la Région de Rambervillers | 3,21             | 79 (2022)                         | 25                 | modifier les données · modifier les données |
| Belval                               | 88053      | CA de Saint-Dié-des-Vosges       | 6,84             | 153 (2022)                        | 22                 | modifier les données · modifier les données |
| Brû                                  | 88077      | CC de la Région de Rambervillers | 8,95             | 566 (2022)                        | 63                 | modifier les données · modifier les données |
| Celles-sur-Plaine                    | 88082      | CA de Saint-Dié-des-Vosges       | 20,09            | 751 (2022)                        | 37                 | modifier les données · modifier les données |
| Châtas                               | 88093      | CA de Saint-Dié-des-Vosges       | 5,55             | 36 (2022)                         | 6,5                | modifier les données · modifier les données |
| Denipaire                            | 88128      | CA de Saint-Dié-des-Vosges       | 7,02             | 250 (2022)                        | 36                 | modifier les données · modifier les données |
| Domptail                             | 88153      | CC de la Région de Rambervillers | 18,63            | 338 (2022)                        | 18                 | modifier les données · modifier les données |
| Doncières                            | 88156      | CC de la Région de Rambervillers | 7,63             | 156 (2022)                        | 20                 | modifier les données · modifier les données |
| Étival-Clairefontaine                | 88165      | CA de Saint-Dié-des-Vosges       | 27,12            | 2 454 (2022)                      | 90                 | modifier les données · modifier les données |
| Grandrupt                            | 88215      | CA de Saint-Dié-des-Vosges       | 6,34             | 75 (2022)                         | 12                 | modifier les données · modifier les données |
| Hurbache                             | 88245      | CA de Saint-Dié-des-Vosges       | 9,93             | 291 (2022)                        | 29                 | modifier les données · modifier les données |
| Luvigny                              | 88277      | CA de Saint-Dié-des-Vosges       | 3,94             | 117 (2022)                        | 30                 | modifier les données · modifier les données |
| Ménarmont                            | 88298      | CC de la Région de Rambervillers | 5,24             | 60 (2022)                         | 11                 | modifier les données · modifier les données |
| Ménil-de-Senones                     | 88300      | CA de Saint-Dié-des-Vosges       | 7,22             | 122 (2022)                        | 17                 | modifier les données · modifier les données |
| Ménil-sur-Belvitte                   | 88301      | CC de la Région de Rambervillers | 8,60             | 289 (2022)                        | 34                 | modifier les données · modifier les données |
| Le Mont                              | 88306      | CA de Saint-Dié-des-Vosges       | 4,01             | 52 (2022)                         | 13                 | modifier les données · modifier les données |
| Moussey                              | 88317      | CA de Saint-Dié-des-Vosges       | 29,20            | 549 (2022)                        | 19                 | modifier les données · modifier les données |
| Moyenmoutier                         | 88319      | CA de Saint-Dié-des-Vosges       | 34,21            | 3 003 (2022)                      | 88                 | modifier les données · modifier les données |
| Nompatelize                          | 88328      | CA de Saint-Dié-des-Vosges       | 6,91             | 535 (2022)                        | 77                 | modifier les données · modifier les données |
| Nossoncourt                          | 88333      | CC de la Région de Rambervillers | 5,34             | 125 (2022)                        | 23                 | modifier les données · modifier les données |
| La Petite-Raon                       | 88346      | CA de Saint-Dié-des-Vosges       | 9,09             | 737 (2022)                        | 81                 | modifier les données · modifier les données |
| Le Puid                              | 88362      | CA de Saint-Dié-des-Vosges       | 5,41             | 118 (2022)                        | 22                 | modifier les données · modifier les données |
| Raon-sur-Plaine                      | 88373      | CA de Saint-Dié-des-Vosges       | 3,54             | 139 (2022)                        | 39                 | modifier les données · modifier les données |
| Roville-aux-Chênes                   | 88402      | CC de la Région de Rambervillers | 8,59             | 369 (2022)                        | 43                 | modifier les données · modifier les données |
| Saint-Benoît-la-Chipotte             | 88412      | CC de la Région de Rambervillers | 20,77            | 445 (2022)                        | 21                 | modifier les données · modifier les données |
| Saint-Jean-d'Ormont                  | 88419      | CA de Saint-Dié-des-Vosges       | 5,29             | 128 (2022)                        | 24                 | modifier les données · modifier les données |
| Saint-Pierremont                     | 88432      | CC de la Région de Rambervillers | 5,51             | 153 (2022)                        | 28                 | modifier les données · modifier les données |
| Saint-Remy                           | 88435      | CA de Saint-Dié-des-Vosges       | 12,25            | 519 (2022)                        | 42                 | modifier les données · modifier les données |
| Saint-Stail                          | 88436      | CA de Saint-Dié-des-Vosges       | 6,21             | 72 (2022)                         | 12                 | modifier les données · modifier les données |
| Sainte-Barbe                         | 88410      | CC de la Région de Rambervillers | 30,38            | 268 (2022)                        | 8,8                | modifier les données · modifier les données |
| Le Saulcy                            | 88444      | CA de Saint-Dié-des-Vosges       | 9,83             | 297 (2022)                        | 30                 | modifier les données · modifier les données |
| Senones                              | 88451      | CA de Saint-Dié-des-Vosges       | 18,73            | 2 334 (2022)                      | 125                | modifier les données · modifier les données |
| Le Vermont                           | 88501      | CA de Saint-Dié-des-Vosges       | 4,41             | 73 (2022)                         | 17                 | modifier les données · modifier les données |
| Vexaincourt                          | 88503      | CA de Saint-Dié-des-Vosges       | 11,38            | 147 (2022)                        | 13                 | modifier les données · modifier les données |
| Vieux-Moulin                         | 88506      | CA de Saint-Dié-des-Vosges       | 3,89             | 321 (2022)                        | 83                 | modifier les données · modifier les données |
| Xaffévillers                         | 88527      | CC de la Région de Rambervillers | 8,43             | 133 (2022)                        | 16                 | modifier les données · modifier les données |
| Canton de Raon-l'Étape               | 8811       |                                  | 455,20           | 22 984 (2022)                     | 50                 | modifier les données                        |

## Démographie

### Démographie avant 2015
| 1962   | 1968   | 1975   | 1982   | 1990   | 1999   | 2006   | 2011   | 2012   |
| ------ | ------ | ------ | ------ | ------ | ------ | ------ | ------ | ------ |
| 12 419 | 12 348 | 12 382 | 11 616 | 11 474 | 11 617 | 11 747 | 11 676 | 11 681 |

### Démographie depuis 2015
En 2022, le canton comptait 22 984 habitants, en évolution de −5,16 % par rapport à 2016 (Vosges : −2,96 %, France hors Mayotte : +2,11 %).
| 2013   | 2018   | 2022   |
| ------ | ------ | ------ |
| 24 527 | 23 852 | 22 984 |